# Neil Island
Neil Island (również Neill Island) – wyspa leżąca w Archipelagu Ritchie, w Andamanach, 36 km na wschód od Port Blair – stolicy Andamanów i Nikobarów, zajmuje obszar 18,9 km².
Jest równie atrakcyjna dla turystów jak Havelock Island. Zielona, w kształcie trójkąta wyspa ma plażę, „nakrapiana” jest tropikalnymi drzewami, zielonymi polami ryżowymi i plantacjami bananów. Morze tutaj jest płytkie i pełne koralowców.
Między wyspą a stolicą kraju Port Blair utrzymywane są regularne połączenia promowe.

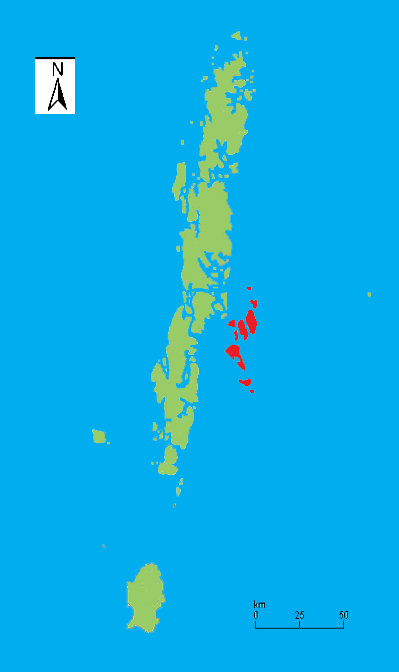
Mapa Andamanów z Archipelagiem Ritchie (w kolorze czerwonym).